# Долотецьке
Долоте́цьке — колишнє село у Надроссі, адміністративно частина села Довгалівки Погребищенського району Вінницької області.

## Розташування

Притока річки Рось (с. Долотецьке)

Село розташоване на березі річки, що впадає біля с. Збаржівки у Рось. Її довжина — 13 км, площа басейну — 48,4 км². Згідно з відомостями українського краєзнавця Лаврентія Похилевича, цей струмок був безіменним. А в «Географічному словнику Королівства Польського» річка в Долотецькому названа Збаржівкою (Zbarażowką). У сучасному реєстрі річок Вінницької області вона зазначена як Супрунка або Ципрунка.
Якщо їхати від села на південь по дорозі, яка веде у Погребищенський район (в Скоморошки), то за 4 км від села дорога перетинає залізницю. Біля переїзду - залізнична платформа "Пост Озерний". Там зупиняється поїзд Козятин-Жашків.

## Походження назви
За легендою, село Долотецьке мало назву Калиновий Луг, оскільки колись потопало в калині. Але незабаром у тій місцевості з'явилися болота й калина пропала. Відтак, згідно з народною етимологією, село перейменували в Болотецьке, яке, урешті-решт, перетворилося на Долотецьке. Проте назва села правдоподібніше походить від слова «долото». «Інструментне» походження має й село Довгалівка. «Довгаль», згідно із словником Б.Грінченка, означає ковальський молоток з довгим і гострим кінцем.

## Історія

Хата у Долотецькому, 1960-ті р. Каркасна конструкція будівлі заповнювалась саманом і утеплювалась ззовні кукурудзяними снопами.

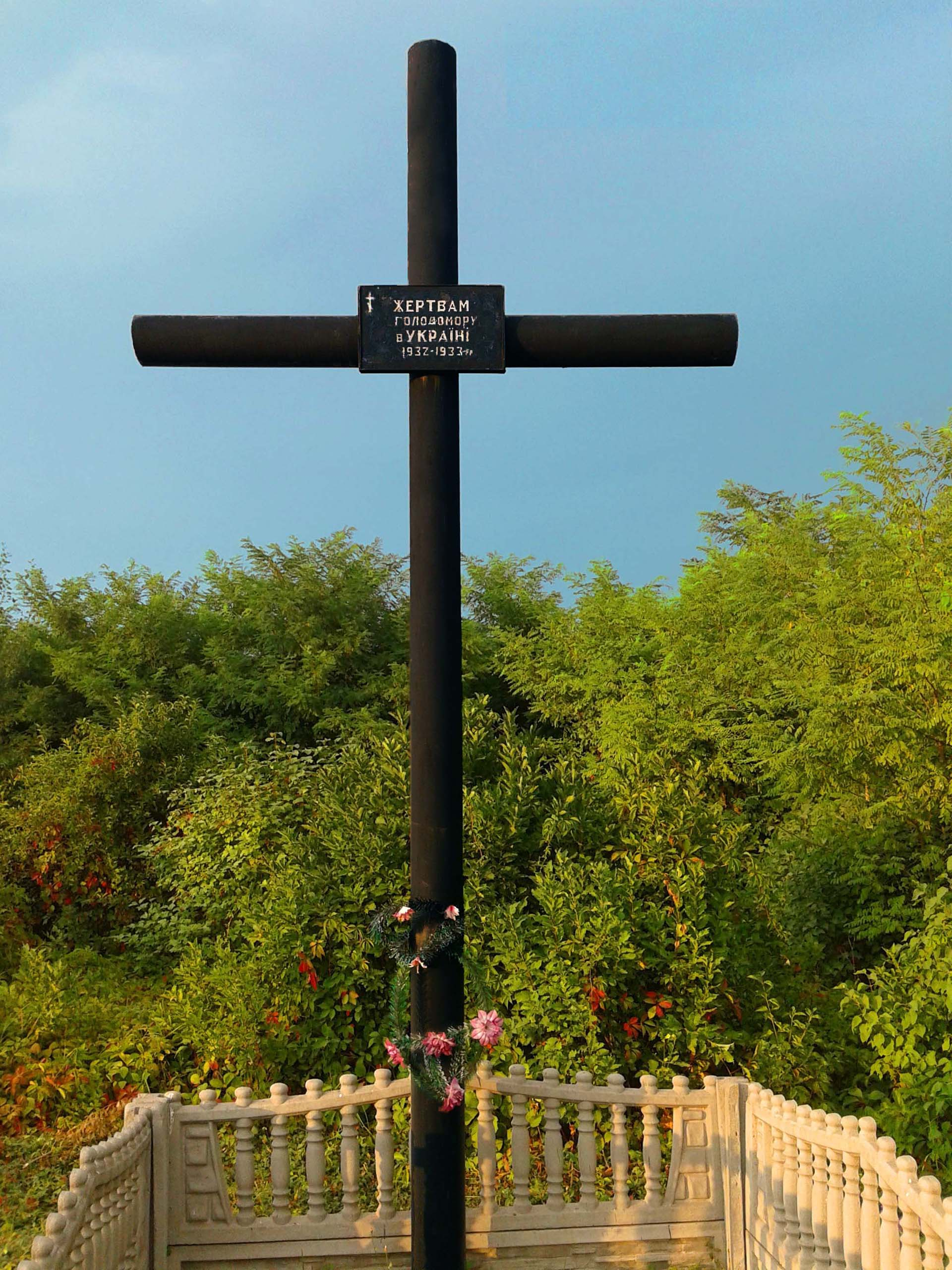
Хрест жертвам Голодомору 1932—1933 рр. Сільський цвинтар (діал. кладовисько)

Уродженець с. Долотецького, Герой Радянського Союзу Іван Слободянюк

У XVII сторіччі внаслідок подій Національно-визвольної війни, територія Правобережної України була спустошена. Багато населених пунктів було розорено. Однак вже на рубежі XVII–XVIII сторіччях спостерігається масове заселення спустошених земель вихідцями з Волині, Полісся і західноукраїнських земель.
На те, що сучасні мешканці села — нащадки переселенців з Волині та Полісся, вказують їх прізвища із суфіксом -ук і -юк (Поліщук, Слободянюк, Форостюк тощо). А місцева говірка характерна не тільки для подільської, але і для волинської говірки південно-західного наріччя.
Проте найімовірніше село заснували після переділу Польщі 1793  р., коли частина земель Волині відійшла до Російської імперії. Уже 1798 р. у Долотецькому збудували дерев'яну церкву в ім'я св. Апостола Якова Брата Божого, яку зруйнували 1982 р.
З-поміж колонізаторів краю були також поляки. Л. Похилевич зазначав, що на 1864 р. у Долотецькому налічувалося 57 римських католиків. А сусіднє село Мар'янівка, яке у 60-70-х рр. ХХ сторіччі входило до складу Довгалівки, було повністю заселено етнічними поляками.
1864 р. Лаврентій Похилевич зазначав:
«Село поділяється на дві частини: перша, власне Долотецьке, на лівому боці струмка вважається у Бердичівському повіті, мешканців обох статей: православних 343,… землі 1053 десятини… Інша частина ліворуч від струмка, вважається уже у Таращанському повіті… Вона називається Довгалівкою. Мешканців у ній обох статей 566; землі 1303 десятини. Колись обидві частини складали одне село».
Під час Другої світової війни у другій половині липня 1941 року село було окуповане німецько-фашистськими військами. Червоною армією село було зайняте 1 січня 1944 року.

### Голодомор 1932—1933
Під час голодомору 1932—1933 рр. у с. Долотецькому, за свідченнями селян, загинуло 410 односельців. А в офіційних джерелах згадується лише про 45 загиблих; значна ж частина знищених родин взагалі відсутня або названий лише один, як правило, старший представник сім'ї.
93-річна мешканка сусідньої Довгалівки згадувала:

| «У Долотецькому, яке за ставком на горі розкинулось двома крилами від дерев'яної церкви у центрі, люди мерли чомусь більше, ніж у моїй Довгалівці чи у сусідній Мар'янівці, від якої сьогодні залишився лише цвинтар серед полів. Ті два крила [уздовж вул. Набережної із Червоноармійською та вул. Тракторної] в Долотецькому за два роки голоду скоротилися вдвоє. Про це ще й сьогодні нагадують у заростях верб біля [річки] Супрунки окремі купи глини на місці хат, у яких люди вимерли сім'ями».[8] |
Тіла померлих від голоду звозили на грабарці на цвинтар і закопували в одній ямі, над якою у 2000-х р. установили хрест.

### 1940-1980-ті роки
Під час Другої світової війни село було окуповане нацистами у другій половині липня 1941 року. Червоною армією село було зайняте 1 січня 1944 року.
За спогадами селян, Долотецьке, Довгалівка та Мар'янівка «після наступного голоду 1947 року об'єднали в один колгосп ім. Хрущова, бо окремо уже не було б кому поля обробляти».
Електрика і радіо з'явилися у 1960-х рр. У наступні роки через важкі умови життя і праці спостерігався масовий відтік молоді із села і скорочення населення. Як наслідок, Долотоцьке остаточно злилось із сусіднім селом Довгалівка.
У селі народився Герой Радянського Союзу Іван Слободянюк.